# Lago Boracifero
Lago Boracifero ist ein Ortsteil (Fraktion, italienisch frazione) der italienischen Gemeinde Monterotondo Marittimo in der Provinz Grosseto in der Toskana.

## Geografie
Der Ort liegt etwa 4 Kilometer westlich des Hauptortes Monterotondo Marittimo, etwa 50 km nordwestlich der Provinzhauptstadt Grosseto und etwa 75 km südwestlich der Regionalhauptstadt Florenz im Gebirgszug der Colline Metallifere. Der Ort liegt bei 208 m s.l.m. und hatte 2001 51 Einwohner. 2011 waren es 35 Einwohner. Der Fluss Cornia fließt ca. 1,5 km nordwestlich. Charakteristisch für die Umgebung des Ortes sind Fumarolen.

## Geschichte
Der Ort entstand im 19. Jahrhundert als Arbeitersiedlung, als ab 1827 François Jacques de Larderel eine Firma zum Abbau von Borax, namensgebend für den Ort (italienisch: Borace), hier ansiedelte. Die geothermischen Anlagen des Ortes sind heute im Besitz der Enel.

## Sehenswürdigkeiten
- Madonna di Montenero, Kirche in der Località Fattoria del Lago ca. 500 m südöstlich des Ortes, entstand 1853 durch Initiative von Francesco di Larderel. Enthält am Gewölbe das Werk Gloria di San Francesco eines unbekannten Künstlers aus dem 19. Jahrhundert.[4]
- Lago Boracifero, (früher auch Lago Sulfureo oder Lago dell’Edifizio[3]), See am Ort.

Bilder von Lago Boracifero
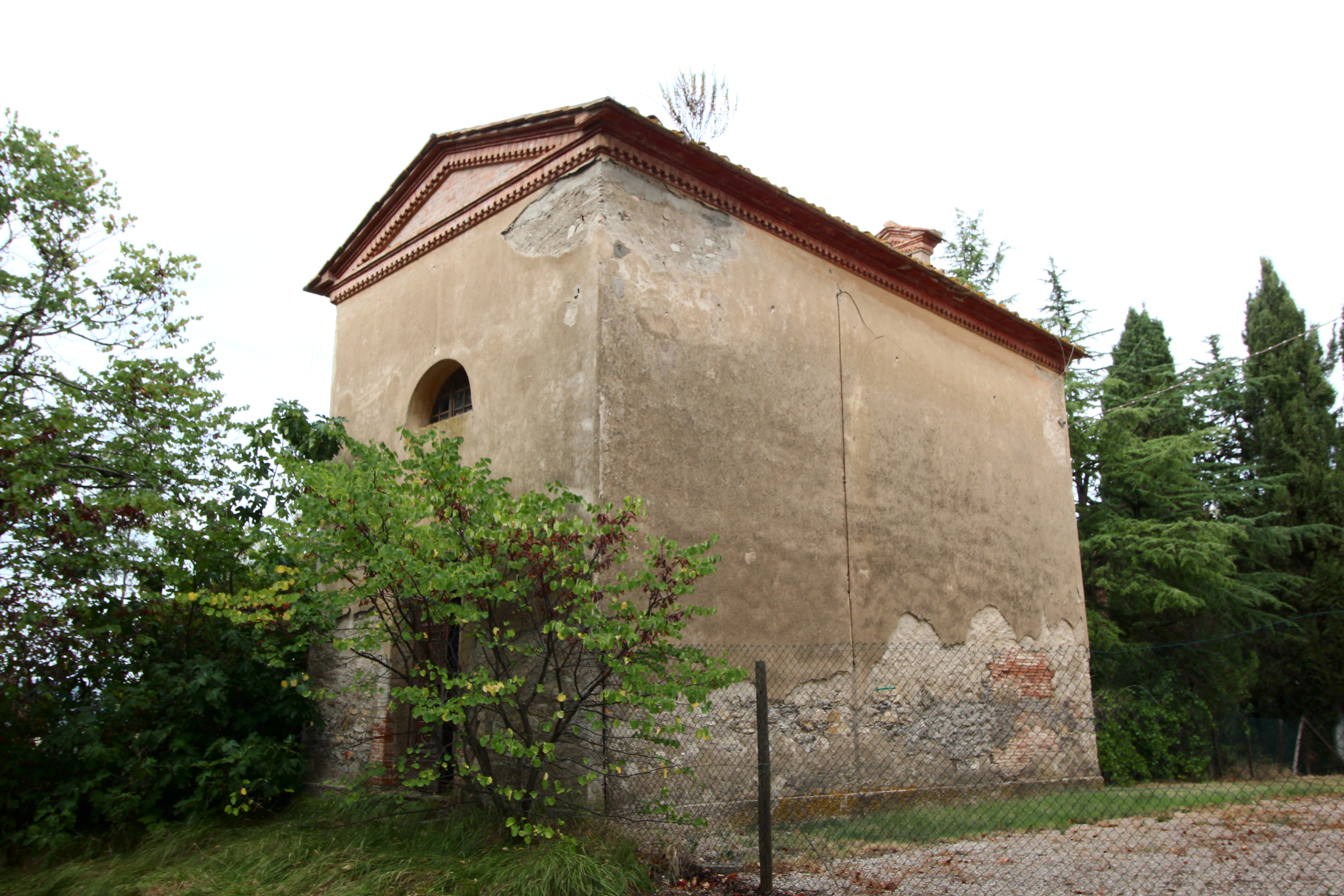
Die Kirche Madonna di Montenero
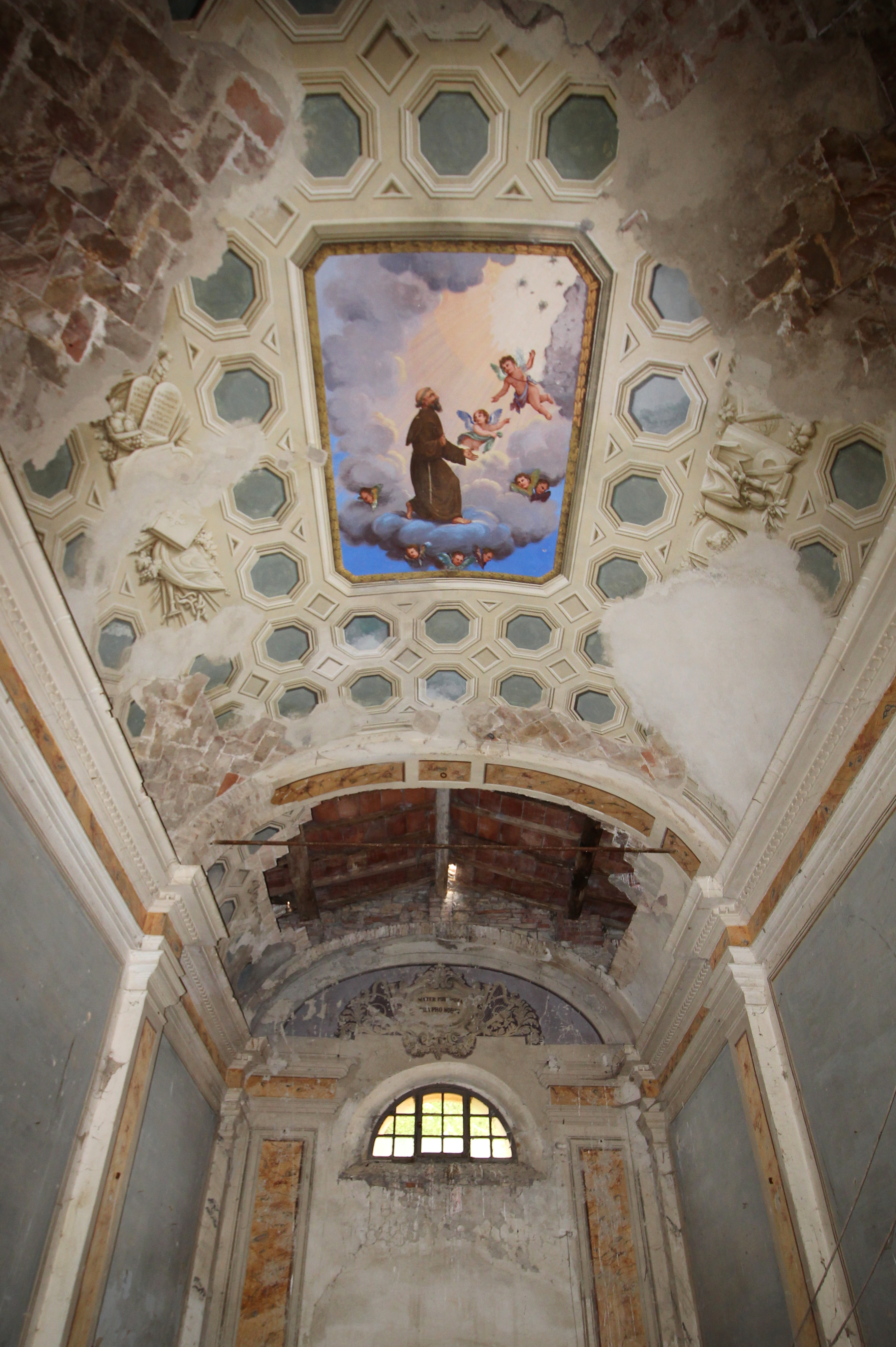
Gemälde innerhalb der Kirche mit Gloria di San Francesco (zentral)
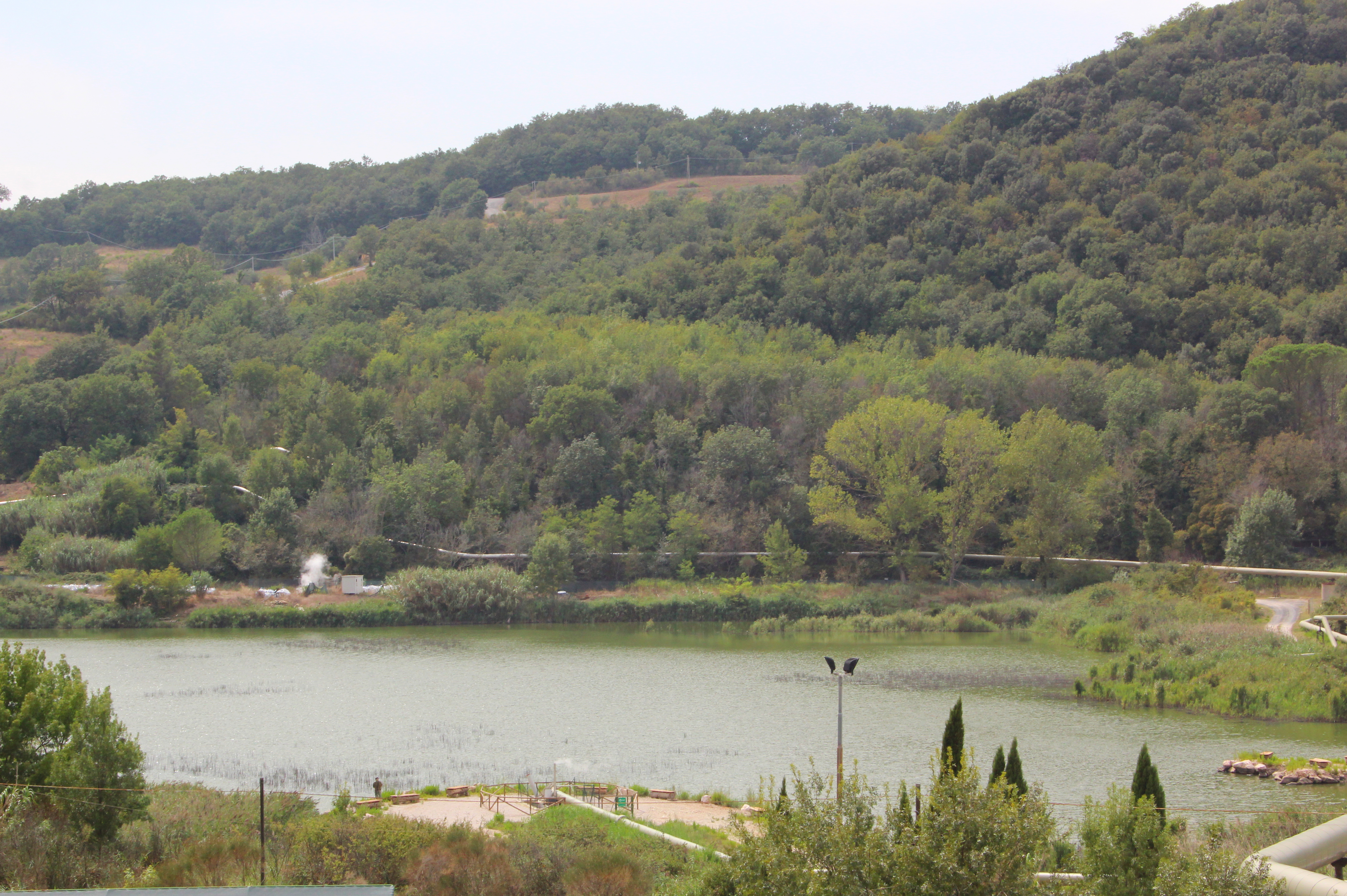
Der See Lago Boracifero